# Rue Perrée
Rue Perrée je ulice v Paříži v historické čtvrti Marais. Nachází se ve 3. obvodu.

## Poloha
Ulice vede od křižovatky s Rue de Picardie a končí na křižovatce s Rue du Temple.

## Historie
Rue Perrée vznikla v prostoru bývalého templářského kláštera na místě klášterního kostela strženého v roce 1796. Ulice byla otevřena na základě ministerského dekretu z 9. září 1809 a pojmenována na počest Jean-Baptista Perréeho (1761–1800), kontradmirála Napoleona I.

## Zajímavé objekty
- domy č. 4-8: Carreau du Temple
- dům č. 14: původně zde sídlil puncovní úřad Garantie, který kontroloval drahé kovy. Současná budova pochází z roku 1925.
- dům č. 18: v roce 1908 postavili architekti Raymond Barbaud a Édouard Bauhain. Na rohu s Rue Paul-Dubois je budova vyzdobena basreliéfem, který vytvořil sochař Jules Rispal (1871–1910) přes pět podlaží, a který tvoří sluneční hodiny.
- Square du Temple – Elie-Wiesel